# Hieronymus Vietor

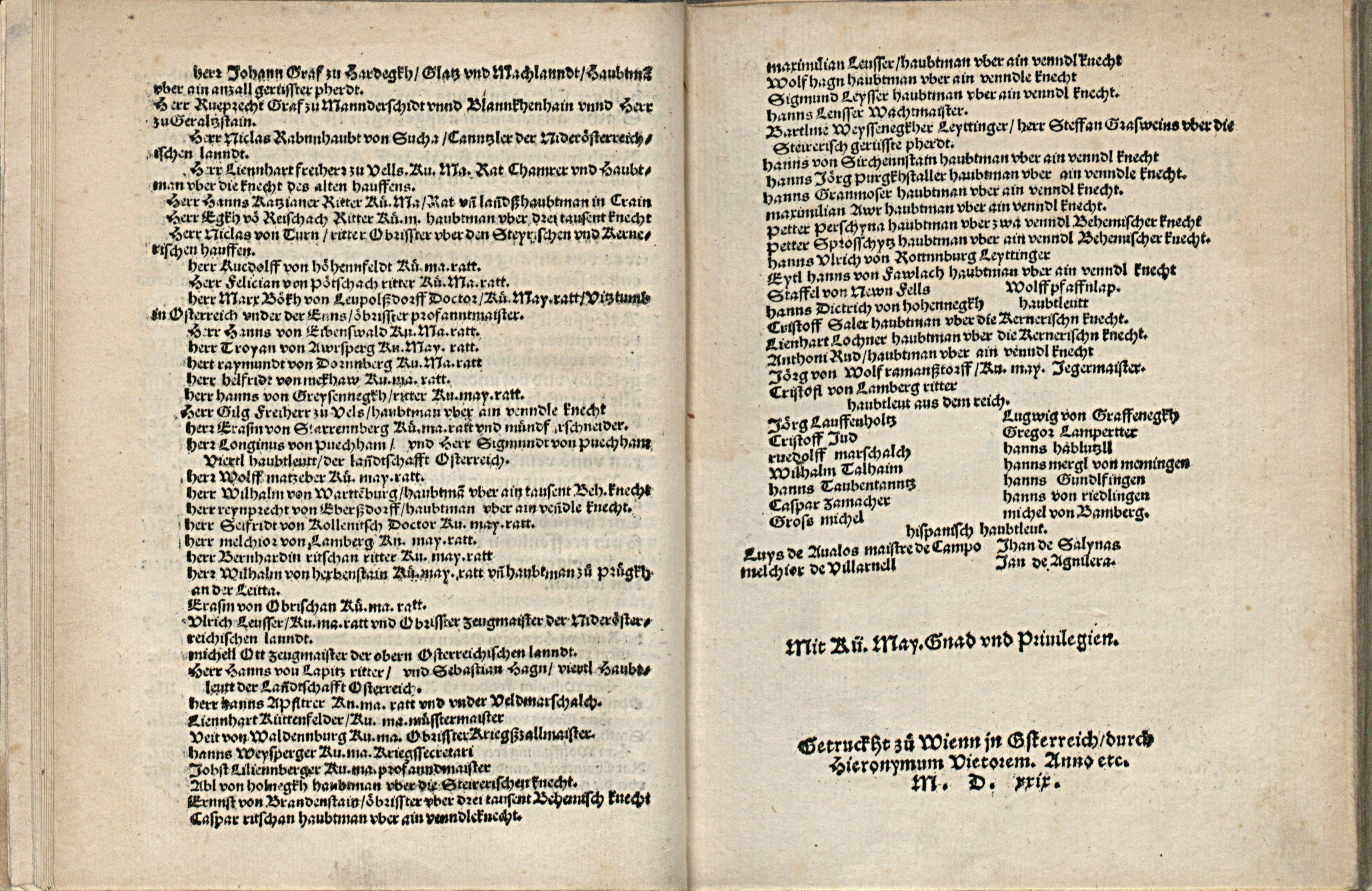
Ein Buch aus der Druckerei von Hieronymus Vietor

Hieronymus Vietor (Binder, Böttcher, Büttner, * um 1480 in Liebenthal, Niederschlesien; † 1546 in Wien) war ein Buchdrucker und Verleger, der in Wien und Krakau tätig war.

## Leben
Hieronymus Binder (Böttcher, Büttner), oder latinisiert auch Vietor genannt, stammte aus Liebenthal, weswegen er sich auch latinisiert Philovallis nannte. Ab 1497 studierte er an der Artistenfakultät der Krakauer Akademie, wo Andreas von Labischin Rektor war. 1499 erlangte er das Baccalauréat der freien Künste. Vermutlich hat er dann bei Johann Haller gelernt, ab 1510 begann er seine Tätigkeit als Wiener Buchdrucker. Anfangs druckte er bis zum Jahre 1514 gemeinsam mit Hans Singriener; ihr erster Druck war ein Werk des Claudius Claudianus, und 1511 besaßen sie griechische Lettern. Der Buchladen befand sich auf dem alten Fleischmarkt gegenüber dem Nonnenkloster St. Laurenz. Von 1515 an druckte er allein – die Freundschaft zwischen ihm und Singriener blieb bestehen. 1516 besaß Vietor ein Haus in der Weihenburggasse, wo sich auch seine Offizin (Werkstatt) befand; aber schon 1517 siedelte er wieder nach Krakau über, zu dessen Gelehrten und Adeligen er stets rege Beziehungen aufrechterhalten hatte und wo er nun eine große Buchdruckerei einrichtete. Die Wiener Offizin bestand aber nebenbei fort und wurde von seinem Bruder Benedict und zuletzt wahrscheinlich von seinem Sohn Florian geleitet, von dem ein Druck aus dem Jahre 1531 in der Wiener Hofbibliothek noch erhalten ist. Mit diesem Jahre endete die Tätigkeit Vietors Wiener Offizin. 
Vietor starb 1546; seine Witwe setzte den Betrieb der Krakauer Offizin bis 1551 fort. Vietor druckte meistens in lateinischer und polnischer Sprache. Seine Bücher zeichnen sich durch schöne Schrift, korrekten Druck und gutes Papier und Holzschnitte aus.